# 傷官
傷官（しょうかん）とは四柱推命であらわれる概念で、天干相互間の関係をあらわす代名詞。甲の日に生まれた人の場合、丁の年月日時が傷官の時となる。同様に乙なら丙、丙なら己、丁なら戊、戊なら辛、己なら庚、庚なら癸、辛なら壬、壬なら乙、癸なら甲がおのおの傷官の時となる。

## 傷官の意味
傷官の字義のとおり、正官を損なうことが最大の特徴。官は規律・国憲を象徴するため、社会法律的な規範に反発する傾向が強い。
行動として社会的権力に抗うことを最大の是とする。
食神同様に自らの持てる才能を吐く（吐秀）ので才能は活発。既成の方法に常に疑問をもつので製造業、製品開発には適している。

### 肉親
傷官は伯叔父母を意味する。本人に傷官の時期がきているときは、その伯叔父伯叔母のあり方が本人に作用している。また、食神同様に傷官が命式中に強いと、父母の一方と縁がない。その結果、父を亡くした子が叔父に引き取られるというような事象が起こりやすい。

### 外見
傷官は食神同様に体格は大きい。特に女性でおおむね165cmを超える身長ならば傷官のあり方を疑う必要がある。男性では190cmを超える場合もしばしばである。
傷官はその才能も鋭いことから、よく刃物に縁があるとされている。手術歴、治療歴なども多く、一見体格がよいのに病気がちということも発生する。
女性の場合、出産が渋滞しがちともされている。

## 傷官の機能
正官を損なうが、正財・偏財を強める働きがある。傷官の才能が社会的な価値に結びつくといえ、まさに才能で財をえることになる。
正官があまりに強いときはその正官を抑える機能もあり、逆に歓迎されることもある。
命式で比肩・劫財が強いときはそれを財星につなげる通関の役目もあり、経営の才能を発揮するとも言える。印綬があると傷官の激烈な才能を一定の制御でならすため、おおむねよしとされる。ただ印綬が弱いと傷官－正財とつながって、印綬を損なう場合があるので注意が必要。

### 私生活
これほど男女差が歴然とする通変も少なく、男女で事象の予想に違いが出る。
女性の場合は配偶者である男を損なうことより、恋愛・結婚・その他夫婦生活に齟齬紛争が絶えない。結局家庭ではなく自身の才能を発揮する人生を選ぶほうが賢明である。
男性の場合は、配偶者を象徴する正財・偏財を強めるので、異性に人気がある。しかし子女を象徴する正官を損なうので、子女についてはおおくの場合相続をしない女性のほうが成長が著しい。
また刃物に縁のある人生といえ、家庭内でそうした事件に発展することもある。とくに正官と傷官とが両方あって、財星や印綬の救応がないときはテロや突然の事故に巻き込まれることもある。

## その他
命理家として有名な阿部泰山は「傷官、財あれば絹の糸。財なければ蜘蛛の糸。」と評している。結局財の有無が吉凶に与える影響のことを指摘している。